# Acareosperma
Acareosperma — рід рослин родини виноградових (Vitaceae). Єдиний вид — Acareosperma spireanum.
A. spireanum є ендемічним видом, що зустрічається в Лаосі, в Азії.